# Penjor

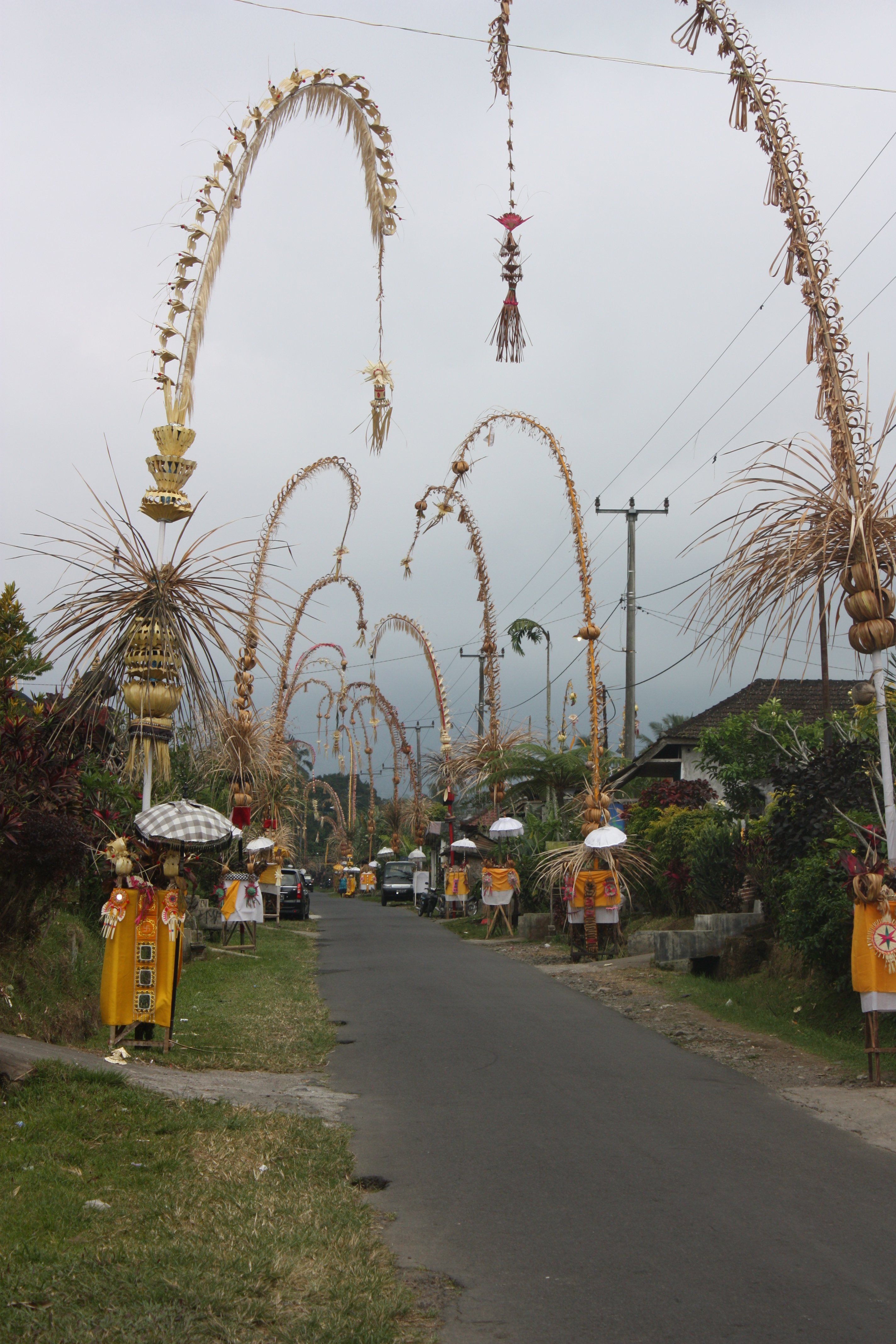
Penjor säumen eine Straße in Bali

Ein Penjor ist ein ritueller Gegenstand im balinesischen Hinduismus. Es ist eine lange,  kunstvoll verzierte Bambusstange, die am oberen Ende nach unten gebogen ist. Er symbolisiert den Berg Gunung Agung bzw. fungiert als dessen Stellvertreter (panyawangan).

## Verwendung
Besonders während des Galungan-Fests wird vor dem Eingang eines jeden Hauses ein Penjor aufgestellt. Am Penjor ist ein kleiner Schrein befestigt ist. An diesem Schrein wird ein Lamak angebracht. Für das Tempelfest Odalan werden alle Schreine im Tempel mit einem Lamak geschmückt.